# Ronde de Mouscron 2022
La 2e édition de la Ronde de Mouscron a lieu le 18 avril 2022. La course fait partie du calendrier international féminin UCI 2022 en catégorie 1.1. Elle est remportée par la Néerlandaise Thalita de Jong.

## Équipes
| UCI Women's WorldTeam- UAE Team ADQ Équipes féminines continentales (21)- Andy Schleck-CP NVST-Immo Losch - Awol O'Shea - AG Insurance NXTG - Bepink - Bingoal-Chevalmeire-Van Eyck Sport - Cams-Basso - Coop-Hitec Products - Ceratizit-WNT Pro Cycling - Cofidis - Eneicat-RBH - Emotional.fr - Tornatech - GSC - Blagnac - GT Krush Tunap - Lotto Soudal Ladies - Multum Accountants - Parkhotel Valkenburg - Rupelcleaning - Roxsolt Liv Sram - Stade Rochelais Charente-Maritime - St Michel-Auber 93 - Torelli-Cayman Islands-Scimitar - Valcar-Travel & Service Équipe féminines amateur (3)- Bingoal WB Ladies - Jegg-de Jonge Renner - Lviv Cycling Team |
| |

## Récit de la course
Thalita de Jong remporte la course au sprint.

## Classements

### Classement final
| \| Classement général \| Classement général \| Classement général \| Classement général \| Classement général \| \| Coureuse \| Coureuse \| Pays \| Équipe \| Temps \| \| ------------------ \| ------------------- \| ------------------ \| ---------------------------------- \| ------------------ \| \| 1re \| Thalita de Jong \| Pays-Bas \| Jegg-de Jonge Renner \| 3 h 09 min 02 s \| \| 2e \| Nicole Steigenga \| Pays-Bas \| Coop-Hitec Products \| + 0 s \| \| 3e \| Martina Alzini \| Italie \| Cofidis \| + 0 s \| \| 4e \| Eleonora Gasparrini \| Italie \| Valcar-Travel & Service \| + 0 s \| \| 5e \| Silvia Zanardi \| Italie \| Bepink \| + 0 s \| \| 6e \| Anna Trevisi \| Italie \| UAE Team ADQ \| + 0 s \| \| 7e \| Chiara Consonni \| Italie \| Valcar-Travel & Service \| + 0 s \| \| 8e \| Simone Boilard \| Canada \| St Michel-Auber 93 \| + 0 s \| \| 9e \| Danique Braam \| Pays-Bas \| Bingoal-Chevalmeire-Van Eyck Sport \| + 0 s \| \| 10e \| Sandra Alonso \| Espagne \| Ceratizit-WNT Pro Cycling \| + 0 s \| |                     |          |                                    |                 |
| |                     |          |                                    |                 |
| Source : ProCyclingStats |                     |          |                                    |                 |
| Classement général |                     |          |                                    |                 |
| Coureuse | Coureuse            | Pays     | Équipe                             | Temps           |
| 1re | Thalita de Jong     | Pays-Bas | Jegg-de Jonge Renner               | 3 h 09 min 02 s |
| 2e | Nicole Steigenga    | Pays-Bas | Coop-Hitec Products                | + 0 s           |
| 3e | Martina Alzini      | Italie   | Cofidis                            | + 0 s           |
| 4e | Eleonora Gasparrini | Italie   | Valcar-Travel & Service            | + 0 s           |
| 5e | Silvia Zanardi      | Italie   | Bepink                             | + 0 s           |
| 6e | Anna Trevisi        | Italie   | UAE Team ADQ                       | + 0 s           |
| 7e | Chiara Consonni     | Italie   | Valcar-Travel & Service            | + 0 s           |
| 8e | Simone Boilard      | Canada   | St Michel-Auber 93                 | + 0 s           |
| 9e | Danique Braam       | Pays-Bas | Bingoal-Chevalmeire-Van Eyck Sport | + 0 s           |
| 10e | Sandra Alonso       | Espagne  | Ceratizit-WNT Pro Cycling          | + 0 s           |

### Points UCI
| Position           | 1er | 2e | 3e | 4e | 5e | 6e | 7e | 8e | 9e | 10e | 11e | 12e | 13e à 15e | 16e à 25e |
| Classement général | 125 | 85 | 70 | 60 | 50 | 40 | 35 | 30 | 25 | 20  | 15  | 10  | 5         | 3         |